# Claude de Chaste
Claude de Chaste [La Chaste] est un maître écrivain français.

## Biographie
Il fut syndic de la Communauté des maîtres écrivains jurés (son syndicat s'acheva en 1664), et actif à Paris dans le dernier tiers du XVIIe siècle. Il est cité dans un factum en 1670 : Arrêt de parlement confirmatif de la sentence de M. de La Reynie (Paris BNF).
Le document Paris ANF : M 1039 no 22 contient la liste des maîtres écrivains de Paris "qui doivent donner leur suffrage pour l’élection d’un nouveau syndic au lieu et place de Mre Claude de Chaste à présent syndic et l’un des vingt quatre anciens maistres, 1664.

## Œuvres gravées

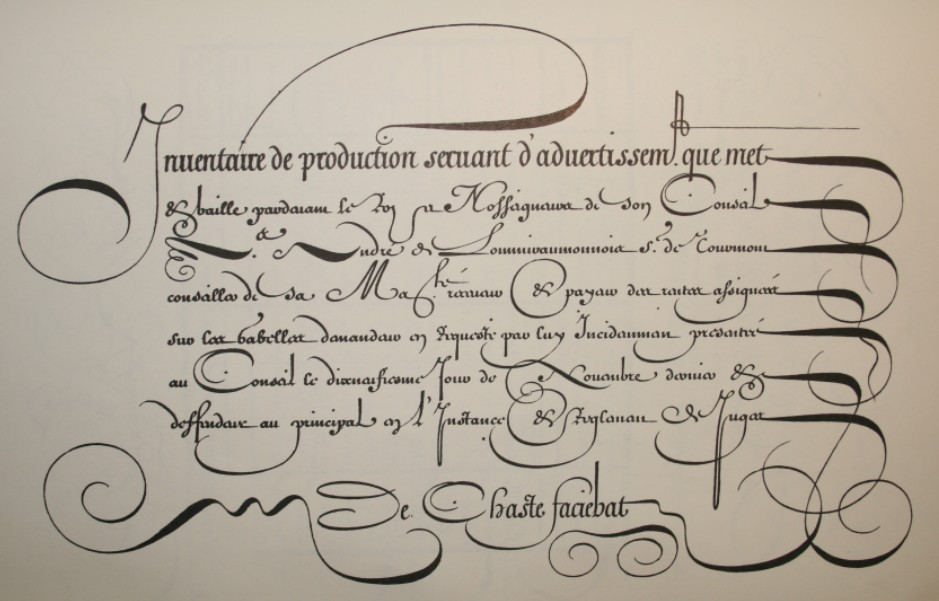
Un exemple de Claude de Chaste.

- Nouveau livre d'écriture, Paris, sans date[2].

## Œuvres et sources manuscrites
- Huit exemples sur parchemin datés et signés (provenant de la collection Taupier).
- Deux quittances sur vélin datés 1699 (idem).